# Corey Wilkes
Corey Wilkes (Chicago, 3 juni 1979) is een Amerikaanse fusion- en jazztrompettist. Hij is lid van de Association for the Advancement of Creative Musicians.

## Biografie
Wilkes werd reeds als kind beïnvloed door blues, r&b, soul, funk en jazz. Op 10-jarige leeftijd begon hij trompet te spelen, waarop hij tijdens zijn middelbareschooltijd speelde in het Illinois All State Honors Jazz Combo. Vervolgens studeerde hij aan het Berklee College of Music in Boston bij o.a. Tiger Okoshi. Hij begon begin jaren 2000 op te treden in het muziekcircuit van Chicago en is sinds 2004 trompettist bij het Art Ensemble of Chicago (Non-Cognitive Aspects of the City, 2004). Verder werkte hij in verschillende projecten met deejays als DJ Logic, Osunlade en Josh Deep en bovendien met Kahil El'Zabars Ascension Loft Series. Wilkes was Artist in residence en docent aan het Jazz Institute of Chicago.
In 2007 nam hij met de toetsenist Robert Irving III zijn debuutalbum Drop It op voor Delmark Records, gevolgd door het kwintetalbum Cries from the Ghetto (Pi Recordings, 2009), met o.a. Junius Paul. Wilkes woont in Chicago en speelt regelmatig met Ernest Dawkins, Von Freeman, Fred Anderson, Rob Mazureks Exploding Star Orchestra, Nicole Mitchell, Roscoe Mitchell, Evan Parker (Boustrophedon, 2006), Will Calhoun en James Carter.
- Bibliothèque nationale de France: cb160138395 (data)
- International Standard Name Identifier: 0000 0000 5093 7919
- Library of Congress Control Number: no2008122421
- MusicBrainz: 71b849f0-f354-4006-96b1-c378633b178b
- Virtual International Authority File: 24420466
- WorldCat: E39PBJymxRdQBCGtPKDcYjqRKd